# Pappersmugg

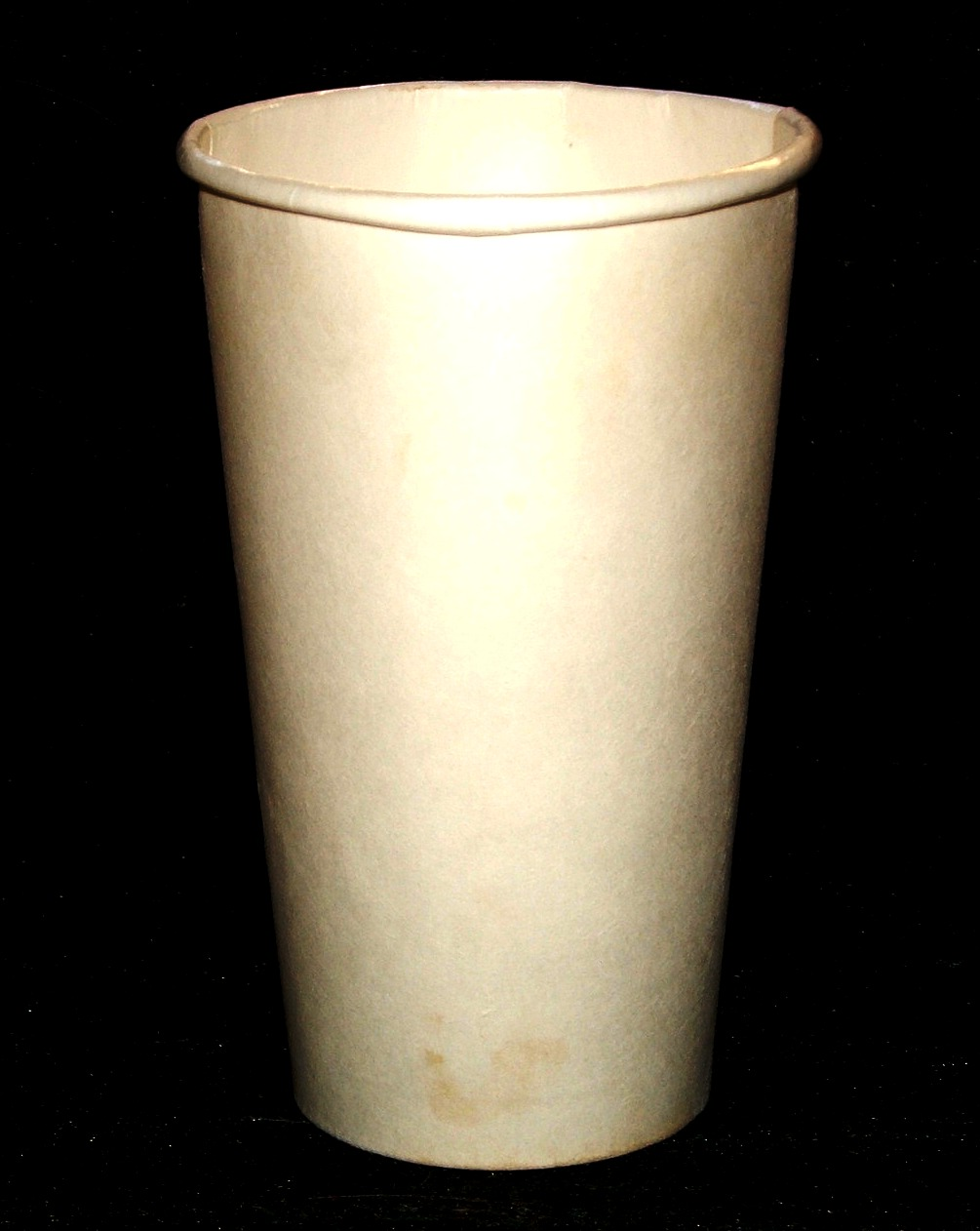
Vanlig pappersmugg.

Pappersmugg kallas muggar av papper i första hand avsedda för dryck. Pappersmuggen behandlas med ett tunt lager av plast eller vax som hindrar vätskan från att vandra in i cellulosafibrerna och därmed göra pappersmuggen mjuk. Pappersmuggen kan göras i två skikt med en tunn luftspalt mellan de bägge skikten och på så sätt fås en värmeisolerande funktion.

## Plissébägare
Plissébägare är en variant av pappersmugg, som stansats ut från en rulle vaxat papper och får en veckad (plissérad) sida och utåtrullad ovankant, för att hålla ihop och bli stadig.
Idén till dessa bägare kom 1914 under en tågresa i USA då dr Samuel Jay Crumbine från Texas förhindrade en liten flicka att bli smittad, när hon tänkte dricka vatten från ett glas som en tuberkulossmittad man strax innan använt. Han stoppade henne och gav henne en mugg han själv vikt ihop av ett papper. Detta gav honom idén att förhindra spridningen av tuberkulos genom att börja tillverka engångsmuggar.[källa behövs]
Marcus Rosendal, dåvarande VD för Billingsfors bruk, såg bägarna vid en resa i USA på 1940-talet och införskaffade två tillverkningsmaskiner. Duni AB började 1949 att tillverka plissébägare i Sverige och levererade till bland annat SJ:s vattenkaraffer på tågen. Tillverkningen i Sverige upphörde under 1990-talet.